# Alexander Bassano
Pour les articles homonymes, voir Bassano.

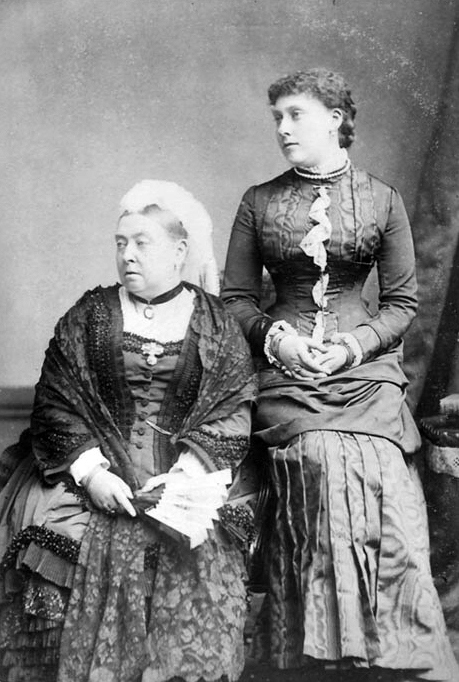
La reine Victoria avec sa fille, la princesse Beatrice, photographiées par Alexander Bassano

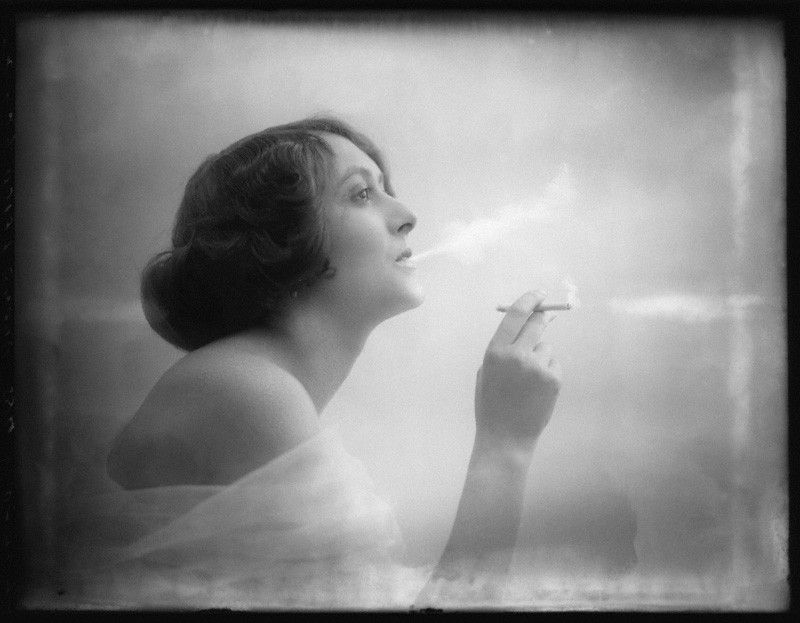
Dorma Leigh, une danseuse anglaise, photographiée par Bassano.

Alexander Bassano (1829-1913) était le plus réputé des photographes portraitistes de la haute société du Londres victorien.
Il était l'avant dernier fils de Clemente Bassano, d'abord un poissonnier dans Cranbourne Street, plus tard un « épicier italien » dans Jermyn Street, toujours à Londres.
Il ouvrit son premier studio dans Regent Street en 1850. Le studio s'établit ensuite à Piccadilly, de 1859 à 1863, puis au 25 Old Bond Street en 1877. Bassano eut aussi des studios établis au 122 Regent Street de 1862 à 1876, au 72 Piccadilly de 1870 à 1881, au 25 Old Bond Street, de 1878 à 1903, au 182 Oxford Street en 1889, au  42 Pall Mall de 1891 à 1892, au 18 Alpha Road de 1892 à 1896. Il y eut aussi une société appelée Bassano and Davis au 122 Regent Street en 1866, une autre appelée Bassano Limited au 25 Old Bond Street à partir de 1906 et enfin une autre, Bassano's Studio's Ltd, au  25 Old Bond Street, de 1904 à 1905. La National Portrait Gallery, propriétaire de nombreuses œuvres de Bassano, affirme que la société de celui-ci était établie au 25 Old Bond Street de 1876 à 1921.
Le studio d'Old Bond Street était décoré de tirages au carbone et de bustes en plâtre. Il était assez grand pour accueillir un décor panoramique amovible de 26 mètres de long, autorisant de nombreux arrière-plans d'extérieur. Il fit entre autres le portrait de William Gladstone et même de la reine Victoria. Son portrait de Lord Kitchener est à la base de la fameuse affiche Your Country Needs You utilisée pour recruter lors de la Première Guerre mondiale. Bassano cessa ses activités au studio en 1903 quand celui-ci fut rénové en profondeur puis relancé sous le nom Bassano Ltd, Royal Photographers.
Le studio déménagea de nouveau en 1921, déménagement relaté à l'époque par le magazine Lady's Pictorial. L'article évoquait environ un million de négatifs, tous numérotés, à transférer des caves de l'ancien studio au nouveau, 38 Dover Street. La société devint Bassano and Vandyk en 1964. L'année suivante, elle fusionnait avec Elliot and Fry, autre studio photographique, en activité sur Baker Street depuis 1863. En 1977, la société prit le nom de Industrial Photographic, située au 35 Moreton Street.
La National Portrait Gallery héberge de nombreuses plaques des studios Bassano, dont d'Alexander Bassano lui-même. 